# Mercedes-Benz SL 65 AMG
De Mercedes-Benz SL 65 AMG is de snelste SL AMG versie, een luxe coupé van de Duitse automobielconstructeur en DaimlerChrysler-dochter Mercedes-Benz.
De SL 65 AMG werd in 2004 geïntroduceerd op de New York Auto Show en in 2008 gefacelift en gepresenteerd op de Autosalon van Genève. Aan de prestaties en de motor werd niets veranderd. De 2008 versie is ook voorzien van een 6.0 liter V12 motor met 612 pk en een begrensd koppel van 1000 Nm.

## Prestaties
De Mercedes SL 65 AMG gaat van 0-100 in 4,2 seconden en gaat door tot 250 km/h. De Black Series heeft een hogere topsnelheid en een hoger prijskaartje.

## Specificaties
- Wielmaat: 19 inch
- Bandenmaat: voor 255/35 en achter 285/30
- Versnellingsbak: 5-traps automaat
- Ledig gewicht: 2020 kg